# 中华全国文艺界抗敌协会

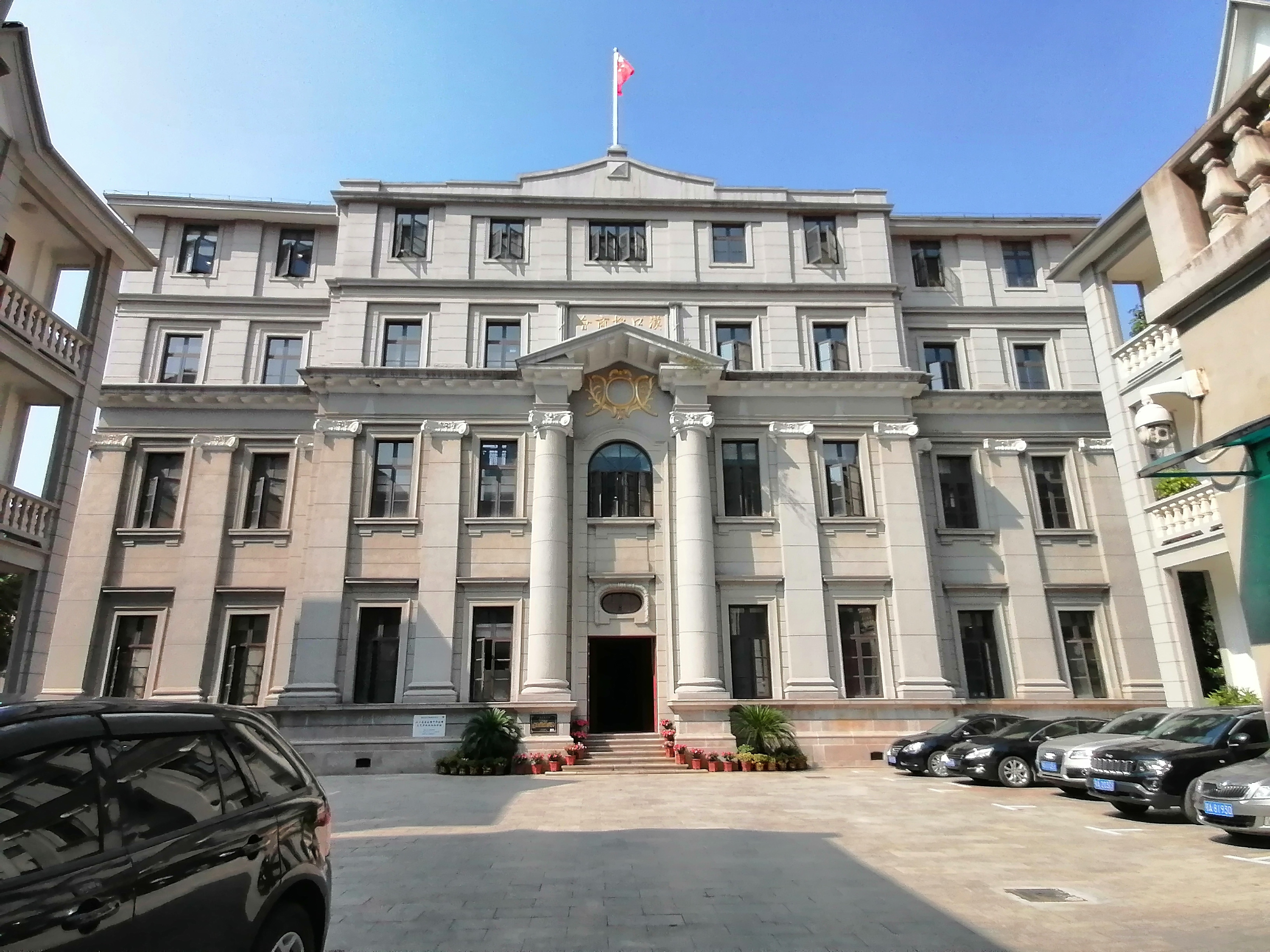
汉口总商会暨中华全国文艺界抗敌协会旧址

中华全国文艺界抗敌协会（简称文协）是中华民国的一个文学社团。

## 历史
1938年3月27日，中华全国文艺界抗敌协会在湖北省武汉建立，建立者共97人，主要人物是：周恩来、孙科、陈立夫、郭沫若、茅盾、冯乃超、夏衍、胡风、田汉、丁玲、吴组缃、许地山、老舍、巴金、郑振铎、朱自清、郁达夫、朱光潜、张道藩、姚蓬子、陈西滢、王平陵，分会地包括：广州、成都、昆明、桂林、香港、襄樊、延安、贵阳、曲江等。
1938年5月4日，《抗战文艺》开办。
在广州、武汉沦陷后，1939年10月2日中华全国文艺界抗敌协会桂林分会成立，繼續开展抗日救亡活动，创办了又一批文学期刊，主要有：《抗战文艺》桂刊、《前线》、《黎明》、《野草》、《自由中国》、《笔部队》、《文艺生活》、《文艺杂志》、《文学创作》、《当代文艺》、《战时文艺》桂刊、《中国诗坛》、《十日文萃》、《新文学》、《西南青年》等。
抗战期间桂林出版文艺专著达1000多种。文协还组织开展文学民族形式问题讨论、诗歌朗诵会活动、文学作品展览会、街头演讲，纪念鲁迅活动、纪念高尔基和普希金活动。声讨汪精卫投敌卖国，到桂南前线慰问等等。
1945年抗日战争胜利，中华全国文艺界抗敌协会改名“中华全国文艺界协会”。1945年9月18日，文化界及文艺界百余位人士集会重庆文化会。1945年10月16日重庆《新华日报》本市消息称，“中华全国文艺界抗敌协会现因抗战胜利结束，14日特召开理监事联席会，商讨改名问题。当经一致议决，从本年双十节起，正式改称‘中华全国文艺界协会’，简称仍为‘文协’”。但是在实际运作中，逐渐将“界”字省略，仅称“中华全国文艺协会”。例如1946年2月12日向郭沫若理事致书慰问，便署落款“中华全国文艺协会总会”（见1947年5月5日《申报》）。
1946年5月，《抗战文艺》停刊。

## 内容
中华全国文艺界抗敌协会发布了《中华全国文艺界抗敌协会发起旨趣》和《中华全国文艺界抗敌协会宣言》，中心思想是“团结战友、发动民众、捍卫国家、驱除日寇”。它下辖4个部门：总务部、组织部、研究部、出版部。中华全国文艺界抗敌协会号召工人、农民、小资产阶级、资产阶级、学生等各界人士共同投入抗日救亡运动中，同时为了赢得国际社会的支持和理解，还有驻法国代表林语堂、谢寿康、萧石军，驻英国代表雄式一、苏芹、驻苏联代表萧三、驻日内瓦代表胡天石。胡风起草的《致日本被压迫作家书》被翻译成日语、英语、法语、德语、俄语、世界语在世界各国刊物发表，介绍中华民国的抗日情况，争取国际社会的援助。
最初，中华全国文艺界抗敌协会是中国共产党和中国国民党都承认且支持的组织，在抗日战争胜利之后，中国国民党在国统区压迫该组织，导致该组织日益倾向中国共产党，展开了和中国国民党争取民主自由的斗争。